# Пальміра (Мен)
Пальміра (англ. Palmyra) — місто (англ. town) в США, в окрузі Сомерсет штату Мен. Населення — 1924 особи (2020).

## Демографія
Згідно з переписом 2010 року, у місті мешкало 1986 осіб у 809 домогосподарствах у складі 552 родин. Було 943 помешкання
Расовий склад населення:
| - 97,7 % — білих - 0,6 % — корінних американців - 0,2 % — чорних або афроамериканців - 0,2 % — азіатів |

До двох чи більше рас належало 1,3 %. Частка іспаномовних становила 0,2 % від усіх жителів.
За віковим діапазоном населення розподілялося таким чином: 21,0 % — особи молодші 18 років, 61,3 % — особи у віці 18—64 років, 17,7 % — особи у віці 65 років та старші. Медіана віку мешканця становила 43,9 року. На 100 осіб жіночої статі у місті припадало 96,8 чоловіків;  на 100 жінок у віці від 18 років та старших — 93,8 чоловіків також старших 18 років.
Середній дохід на одне домашнє господарство  становив 56 487 доларів США (медіана — 45 641), а середній дохід на одну сім'ю — 69 899 доларів (медіана — 59 643). Медіана доходів становила 40 938 доларів для чоловіків та 27 235 доларів для жінок. За межею бідності перебувало 11,8 % осіб, у тому числі 15,0 % дітей у віці до 18 років та 14,0 % осіб у віці 65 років та старших.
Цивільне працевлаштоване населення становило 971 особа. Основні галузі зайнятості: освіта, охорона здоров'я та соціальна допомога — 31,3 %, виробництво — 12,7 %, мистецтво, розваги та відпочинок — 11,1 %, роздрібна торгівля — 10,6 %.